# Мелаг
Мела́г (фр. Mélagues, окс. Melagas) — коммуна во Франции, находится в регионе Окситания. Департамент — Аверон. Входит в состав кантона Камарес. Округ коммуны — Мийо.
Код INSEE коммуны — 12143.
Коммуна расположена приблизительно в 580 км к югу от Парижа, в 130 км восточнее Тулузы, в 80 км к юго-востоку от Родеза.

## Население
Население коммуны на 2008 год составляло 66 человек.
| 1962 | 1968 | 1975 | 1982 | 1990 | 1999 | 2008 |
| ---- | ---- | ---- | ---- | ---- | ---- | ---- |
| 138  | 107  | 113  | 94   | 106  | 102  | 66   |

## Экономика
В 2007 году среди 40 человек в трудоспособном возрасте (15—64 лет) 28 были экономически активными, 12 — неактивными (показатель активности — 70,0 %, в 1999 году было 60,0 %). Из 28 активных работали 27 человек (16 мужчин и 11 женщин), безработной была 1 женщина. Среди 12 неактивных 3 человека были учениками или студентами, 6 — пенсионерами, 3 были неактивными по другим причинам.

## Фотогалерея
- Церковь Св. Мартина
- Церковь Св. Петра
- Памятник Божьей Матери